# Institut géologique et minier d'Espagne
L'Institut géologique et minier d'Espagne (en espagnol : Instituto Geológico y Minero de España) est un institut de recherche situé à Madrid, en Espagne. Il est placé sous l'égide du ministère de l'Économie et des Finances.
Son siège est protégé comme « Bien d'intérêt culturel » depuis 1998.